# Hertha Feiler
Hertha Feiler (Vienna, 3 agosto 1916 – Monaco di Baviera, 1º  novembre 1970) è stata un'attrice austriaca, che fu attiva in campo cinematografico e teatrale.
Sul grande schermo apparve in oltre una trentina di film tra la fine degli anni trenta e la fine degli anni sessanta. Fu la moglie dell'attore e regista tedesco Heinz Rühmann, che la diresse anche in alcune pellicole.

## Biografia

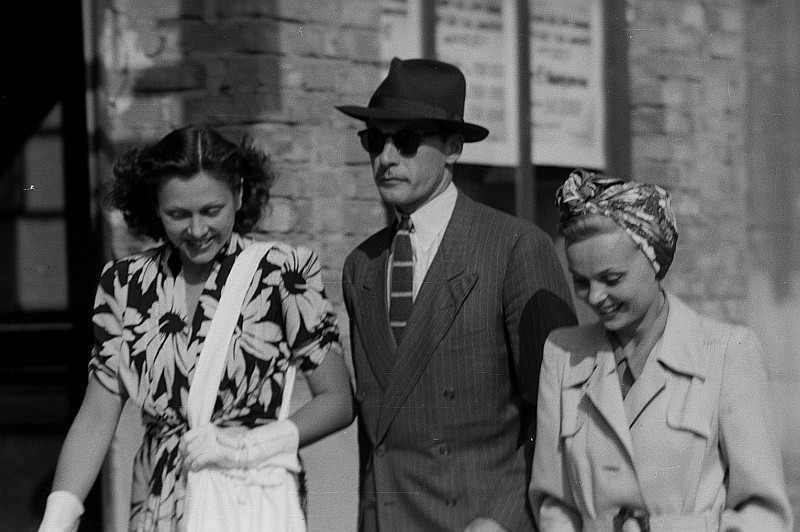
Hertha Feiler (a sinistra nella foto) assieme alla collega Bruni Löbel nel 1946

Hertha Feiler nacque a Vienna, nell'allora Impero austro-ungarico, il 3 agosto 1916. Dopo la maturità, studiò recitazione e nel 1936 debuttò a teatro nella Scala Wien.
Nel 1937, fece il suo esordio sul grande schermo, interpretando il ruolo di Mary O'Brien nel film L'amore dei marinai di Hans Hinrich. L'anno seguente, recitando nel film Guerra di donne, conobbe Heinz Rühmann, regista del film, con il quale si sposò il 1º luglio 1939.
Al termine della seconda guerra mondiale, intraprese assieme al marito una tournée teatrale. Nel 1953 fu protagonista al fianco di Paul Klinger del film  Antonio e Virgoletta di Thomas Engel, dove interpretò il ruolo di Eva Pogge.
Apparve per l'ultima volta sul grande schermo nel 1968, interpretando il ruolo di Adele nel film Siamo tutti matti?, diretto da Ralf Thiele e che aveva come co-protagonista il marito Heinz Rühmann.
Morì di cancro il 1º novembre (2 novembre secondo altre fonti) 1970, all'età di 54 anni. È sepolta nel cimitero di Grünwald.

## Filmografia
- L'amore dei marinai (Liebling der Matrosen), regia di Hans Hinrich (1937)
- Adresse unbekannt, regia di Karl Heinz Martin (1938)
- Guerra di donne (Lauter Lügen), regia di Heinz Rühmann (1938)
- La bella e la belva (Männer müssen so sein), regia di Arthur Maria Rabenalt (1939)
- Flucht ins Dunkel, regia di Arthur Maria Rabenalt (1939)
- La riva del destino (Frau im Strom), regia di Gerhard Lamprecht (1939)
- Vivi con il tuo amore (Lauter Liebe), regia di Heinz Rühmann (1940)
- Kleider machen Leute, regia di Helmut Käutner (1940)
- Il grand'uomo mio marito (Hauptsache glücklich!), regia di Theo Lingen (1941)
- Crepuscolo di gloria (Rembrandt), regia di Hans Steinhoff (1942)
- Der kleine Grenzverkehr, regia di Hans Deppe (1943)
- Der Engel mit dem Saitenspiel, regia di Heinz Rühmann (1944)
- Quax in Afrika, regia di Helmut Weiss (o Helmut Weiß) (1947)
- Die kupferne Hochzeit, regia di Heinz Rühmann (1948)
- Heimliches Rendezvous, regia di Kurt Hoffmann (1949)
- Ich mach dich glücklich, regia di Sándor Szlatinay (come Alexander von Slatinay) (1949)
- Antonio e Virgoletta (Pünktchen und Anton), regia di Thomas Engel (1953)
- Wenn der weiße Flieder wieder blüht, regia di Hans Deppe (1953)
- Die schöne Müllerin, regia di Wolfgang Liebeneiner (1954)
- Lass die Sonne wieder scheinen, regia di Hubert Marischka (1955)
- Wenn die Alpenrosen blüh'n, regia di Richard Häussler, Hans Deppe (1955)
- Vedova per una notte (Charleys Tante), regia di Hans Quest (1956)
- Opernball, regia di Ernst Marischka (1956)
- Johannisnacht, regia di Harald Reinl (1956)
- Solange noch die Rosen blüh'n, regia di Hans Deppe (1956)
- Die Heilige und ihr Narr (1957)
- Vienna Vienna, regia di Willi Forst (1957)
- Sag ja, Mutti, regia di Alfred Lehner (1958)
- Nella morsa della SS (Mein Schulfreund), regia di Robert Siodmak (1960)
- Siamo tutti matti? (Die Ente klingelt um halb acht), regia di Rolf Thiele (1968)

### Televisione
- Staatsaffairen - film TV (1961)